# Incesticide
Incesticide – kompilacyjny album Nirvany, wydany 14 grudnia 1992 roku w Europie i 15 grudnia 1992 roku w USA. Zawiera niepublikowany wcześniej materiał: sesje nagraniowe w BBC Radio 1 (dla Johna Peela i Marka Goodiera), oryginalne nagrania demo oraz covery (np. „Molly’s Lips” czy „Son of a Gun” wykonywane przez The Vaselines). Znajduje się tam również utwór „(New Wave) Polly” (nagrany podczas jednej z sesji dla BBC), którego wersja akustyczna znalazła się wcześniej na albumie Nevermind. Album znalazł się na 39 miejscu na liście Billboard 200.
Pierwotnie album miał się składać z dwóch odrębnych wydawnictw: pierwszego, wydanego przez Geffen Records i drugiego, wydanego przez Sub Pop (pod tytułem Cash Cow), ostatecznie jednak został wydany jako jedno wydawnictwo. Płyta Incesticide osiągnęła status platynowej 7 listopada 1995 roku. Do dziś sprzedała się w liczbie ok. 5 mln egzemplarzy na całym świecie.

## Utwory
1. „Dive”
2. „Sliver”
3. „Stain”
4. „Been a Son”
5. „Turnaround”
6. „Molly’s Lips”
7. „Son of a Gun”
8. „(New Wave) Polly”
9. „Beeswax”
10. „Downer”
11. „Mexican Seafood”
12. „Hairspray Queen”
13. „Aero Zeppelin”
14. „Big Long Now”
15. „Aneurysm”